# Little Dog Island
Little Dog Island est une île carrée, plate, en granite, d'une superficie de 83 ha, au sud-est de l'Australie. 

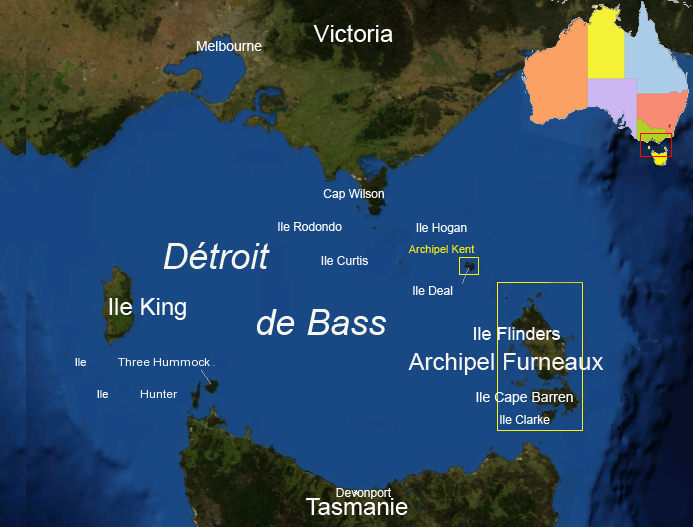
Détroit de Bass.

Elle fait partie de l'état de Tasmanie et de l'archipel des Dog Islands, est située à l'est du détroit de Bass, entre Flinders et l'île du Cap Barrens dans l'archipel Furneaux.  C'est une réserve de chasse.  Elle était autrefois pâturée, cette activité continue. L'île fait partie de la zone importante pour la conservation des oiseaux dans les Franklin Sound Islands, reconnue comme telle par BirdLife International parce qu'elle héberge plus de 1 % de la population mondiale de six espèces d'oiseaux.

## Faune

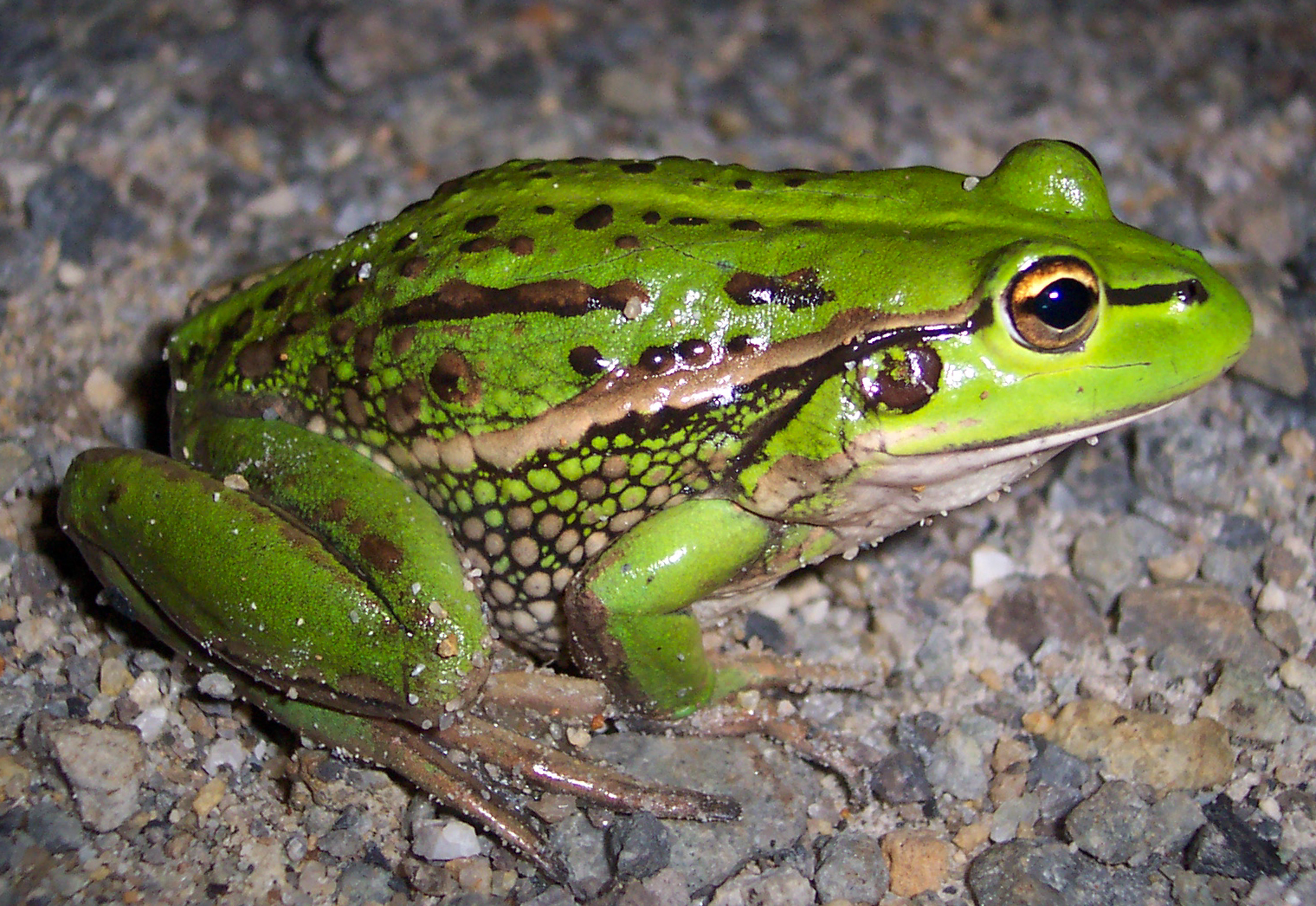
Litoria raniformis, espèce endémique d'Australie.

Reconnue pour la reproduction des oiseaux marins et des échassiers, on y trouve le Manchot pygmée, le Puffin à bec grêle (plus d'un demi-million de couples) et l'Huîtrier pie.  L'Huîtrier noir, la Sterne caspienne et la Sterne tara se reproduisent sur un rocher isolé à 200 m au nord de l'île.  Le Busard de Gould s'y reproduit également.  Les reptiles présents comprennent le Niveoscincus metallicus et le Serpent-tigre.  La Litoria raniformis a été repérée.